# مزرعه روی ده
مزرعه روی ده یک منطقهٔ مسکونی در ایران است که در دهستان نیاسر واقع شده‌است. مزرعه روی ده ۴۲ نفر جمعیت دارد.